# Kettenkamp
Kettenkamp est une commune allemande de l'arrondissement d'Osnabrück, Land de Basse-Saxe.

## Géographie
Kettenkamp se situe à quelques kilomètres des hauteurs d'Ankum, dans le parc naturel TERRA.vita.
| Berge       | Menslage   |         |
| Eggermühlen | Kettenkamp | Nortrup |
|             | Ankum      |         |

## Histoire
Ketterkamp est mentionné pour la première fois sous le nom de « Kedinchem » en 1188 pour sa position sur le ruisseau d'Egger. Il y a une résidence aristocratique des chevaliers de Kedinchem, des vassaux des comtes de Ravensburg puis en 1264 de l'évêque d'Osnabrück. Il prend la forme de son nom définitivement vers 1600.

## Source, notes et références
- (de) Cet article est partiellement ou en totalité issu de l’article de Wikipédia en allemand intitulé « Kettenkamp » (voir la liste des auteurs).